# Гадюка мілоська
Гадюка мілоська (Macrovipera schweizeri) — отруйна змія з роду Велетенська гадюка родини гадюкових.

## Опис
Завдовжки від 60 см до 1 м. Товста гадюка з тупим носом і кілеватою лускою. Зазвичай сірого забарвлення зі слабко помітними поперечними темно-сірими або блідо-помаранчевими смугами. Голова поцяткована красивими темними цятками. Окремі особини одноколірні червонувато-коричневі. Зустрічаються також меланісти.

## Спосіб життя
Полюбляє сухі, скелясті, порослі чагарником долини та схили. Активна вдень, у спекотний період також й вночі. Харчується птахами, дрібними ссавцями.
Це яйцекладна змія. Самиця відкладає до 11 яєць.

## Отруйність
Отрута досить потужна, це одна з отруйніших змій Греції. Укус може спричинити біль, сильний набряк, лімфангіт, некроз, гіпотензію, тахікардію, внутрішню кровотечу та уражати шлунково-кишковий тракт. Втім смертельних випадків дуже мало, позаяк ця змія не агресивна.

## Розповсюдження
Мешкає на Кікладських островах в Егейському морі: Мілос, Кімолос, Сіфнос і Поліегос.